# Каталей, Пётр Иванович
Пётр Иванович Каталей (1855 — не ранее 1909) — полковник, Волынский губернатор и вице-губернатор Семиреченской области.

## Биография
Из дворян Черниговской губернии. Православного вероисповедания. В пажи зачислен 17 октября 1871 года, с 4 августа 1875 года камер-паж, а с 31 августа 1875 года корнет лейб-гвардейского конного полка. 21 августа 1877 года назначен на время похода в распоряжение начальника военных сообщении действующей на Дунае армии, но вскоре прикомандирован ко 2 конному полку Кубанского казачьего войска.
Затем он был сначала ординарцем у командира 3-го армейского корпуса, а впоследствии у начальника 3-й гвардейской пехотной дивизии. Возвратился в полк; поручик с 20 апреля 1880 года. В 1882 году поступил в Николаевскую академию Генерального штаба. 17 мая 1883 года ротмистром переведен в 4-й Лейб-драгунский Псковский Её Величества полк.
16 апреля 1885 года по окончании курса откомандирован к месту службы. 20 сентября 1885 года назначен адъютантом к Киевскому, Подольскому и Волынскому генерал-губернатору, с зачислением по армейской кавалерии.

## Награды
- Орден Святой Анны 4 степени (25.10.1877)
- Орден Святого Станислава 3 степени с мечами и бантом (11.4.1878)
- Орден Святой Анны 3 степени с мечами и бантом (24.10.1878)
- Орден Святого Станислава 2 степени (21.7.1887).